# 藝術的故事

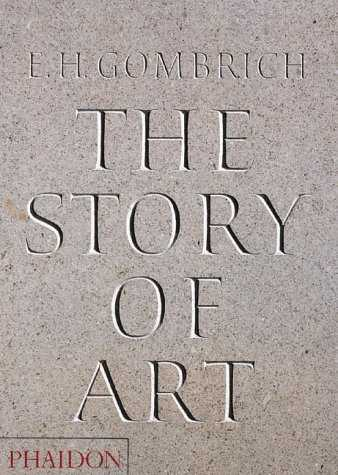

《藝術的故事》（英語：The Story of Art）是一本美術史書，作者是恩斯特·漢斯·貢布里希爵士。《藝術的故事》出版於1950年，是討論藝術的著作中最知名也最暢銷的一本。至今售出超過八百萬本。